# نیک لاشاوی
نیک لاشاوی (انگلیسی: Nick Lashaway; ۲۴ مارس ۱۹۸۸ – ۸ مهٔ ۲۰۱۶) هنرپیشه اهل ایالات متحده آمریکا بود.
از فیلم‌ها یا برنامه‌های تلویزیونی که وی در آن نقش داشته‌است می‌توان به باکره چهل‌ساله اشاره کرد.